# Walentin Abramowitsch Judaschkin

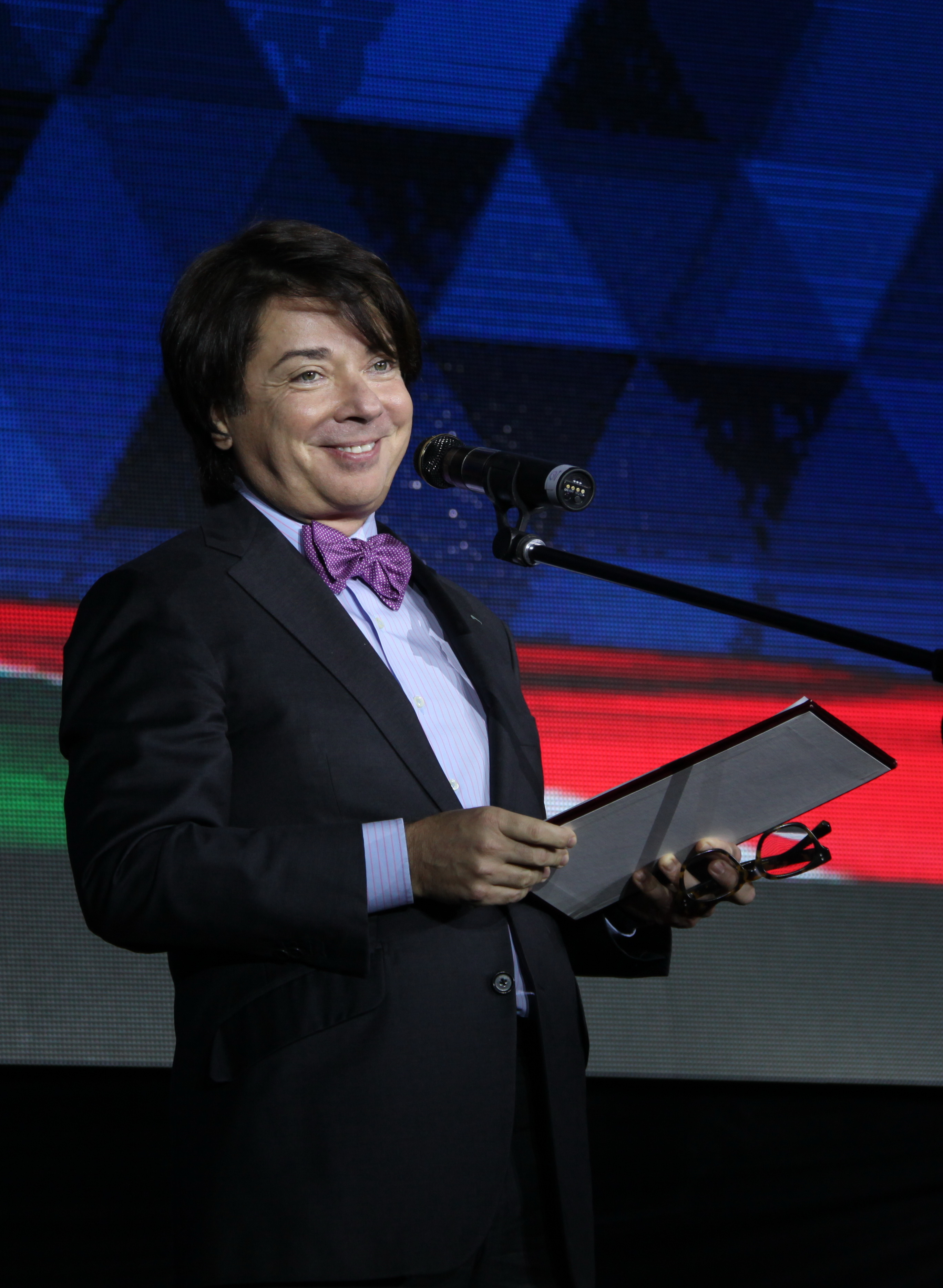
Walentin Judaschkin (2016)

Walentin Abramowitsch Judaschkin (russisch Валентин Абрамович Юдашкин, wiss. Transliteration Valentin Abramovič Judaškin; * 14. Oktober 1963 in Bakowka; † 2. Mai 2023 in Moskau)  war ein sowjetischer bzw. russischer Modedesigner.
Judaschkin wurde in der Oblast Moskau geboren. Er wurde in den 1980er-Jahren bekannt, als er Raissa Gorbatschowa ausstattete.
Judaschkin starb am 2. Mai 2023 an Nierenkrebs, im Alter von 59 Jahren. Er überlebte seinen Lehrer Wjatscheslaw Michailowitsch Saizew um zwei Tage.